# Монастырь Фолькерсберг
Монастырь Фолькерсберг (нем. Kloster Volkersberg) — бывший францисканский монастырь, располагавшийся на территории баварской городской общины Бад-Брюккенау. Монастырь, впервые упоминавшийся в документе 1160 года, пострадал от уменьшения числа паломников во время Тридцатилетней войны. В 1707—1710 годах храм и монастырь были расширены: в начале XVIII века в нём проживали 60 монахов-францисканцев. Секуляризация в Баварии не затронула монастырь, поскольку он был классифицирован как «слишком бедный». Сегодня в стенах бывшего монастыря располагаются центр молодёжного образования Фолькерсберг и одноимённая католическая народная школа — обе организации известны под общим названием «Дом Фолькерсберг» (нем. Haus Volkersberg).